# Grabkrone
Eine Grabkrone wurde im Mittelalter und der Frühen Neuzeit für die Bestattung eines Herrschers gefertigt.
Diese Krone lässt sich auf eine nicht völlig gesicherte Verwendung durch die Salier zurückführen. Sie war in vielen Ländern Europas verbreitet, beispielsweise in England,  Frankreich,  Italien, Böhmen, Polen und Ungarn. Auch in Österreich und Schweden sind Exemplare erhalten. 
Die aus einfachen Materialien gefertigten Kronen wurden später durch Kopien der zu Lebzeiten getragenen Herrscherkronen ersetzt. Hierbei wurde höherwertiges Material verwendet.

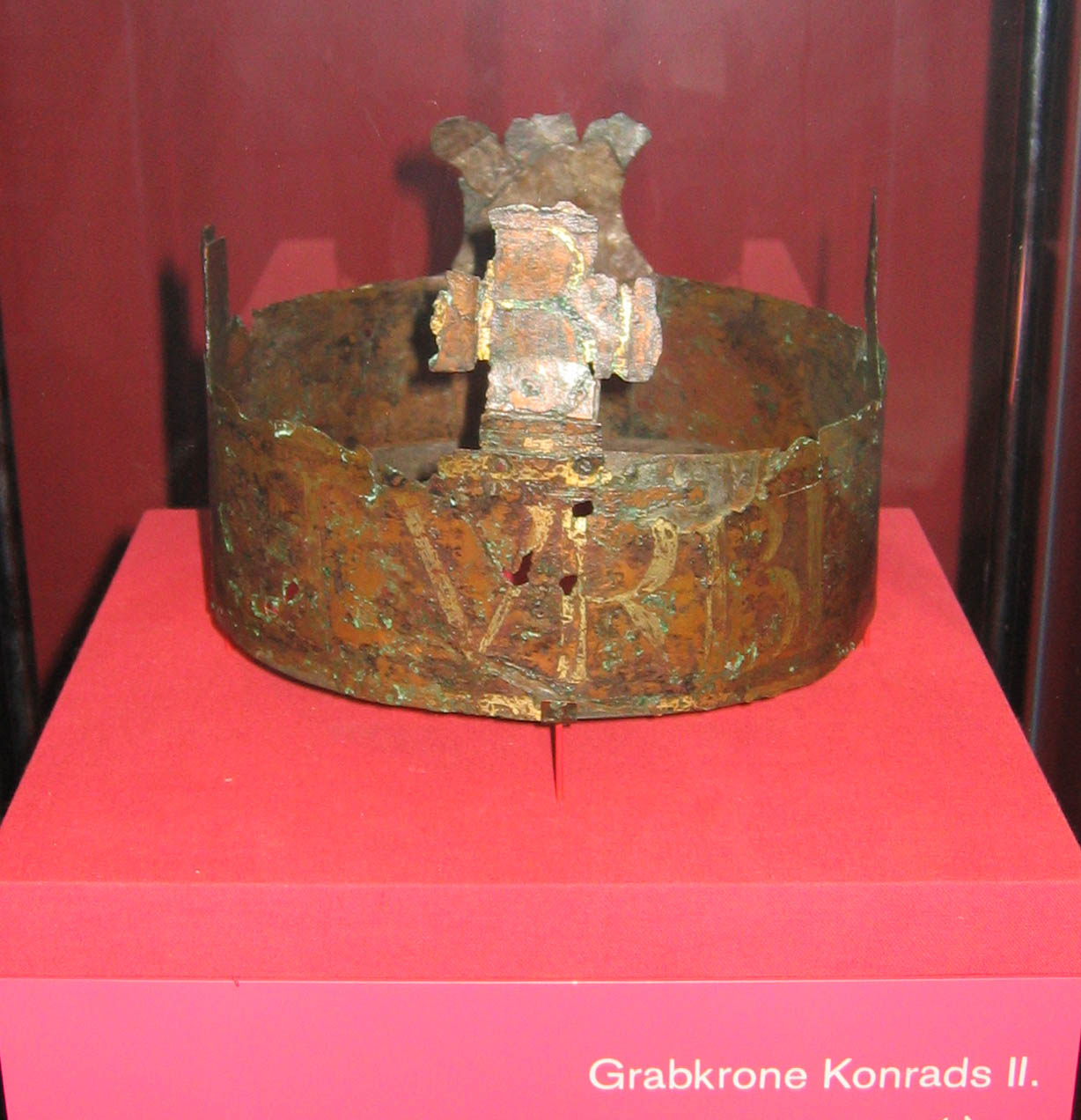
Grabkrone von Konrad II. in der Domschatzkammer des Doms zu Speyer
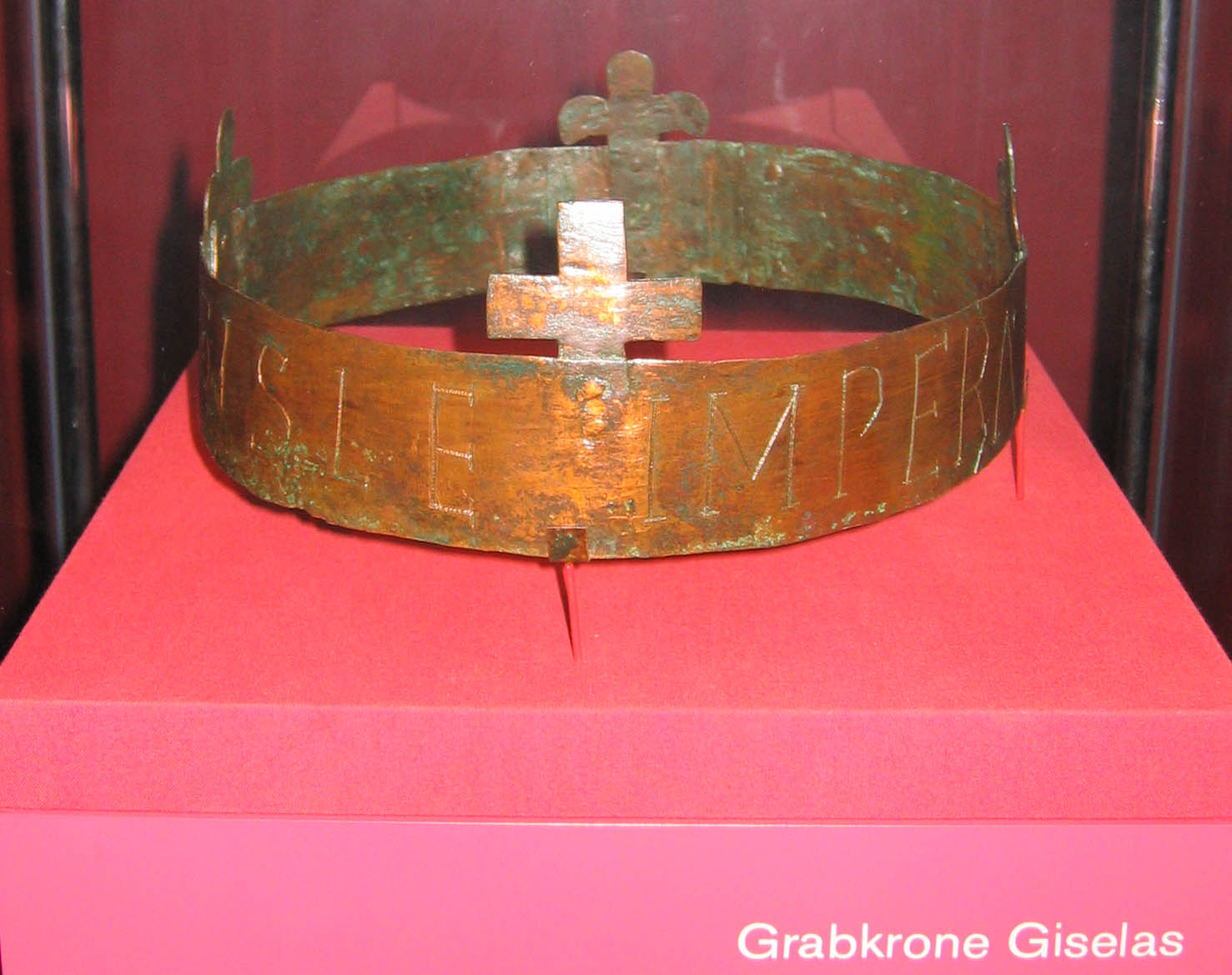
Grabkrone der Kaiserin Gisela
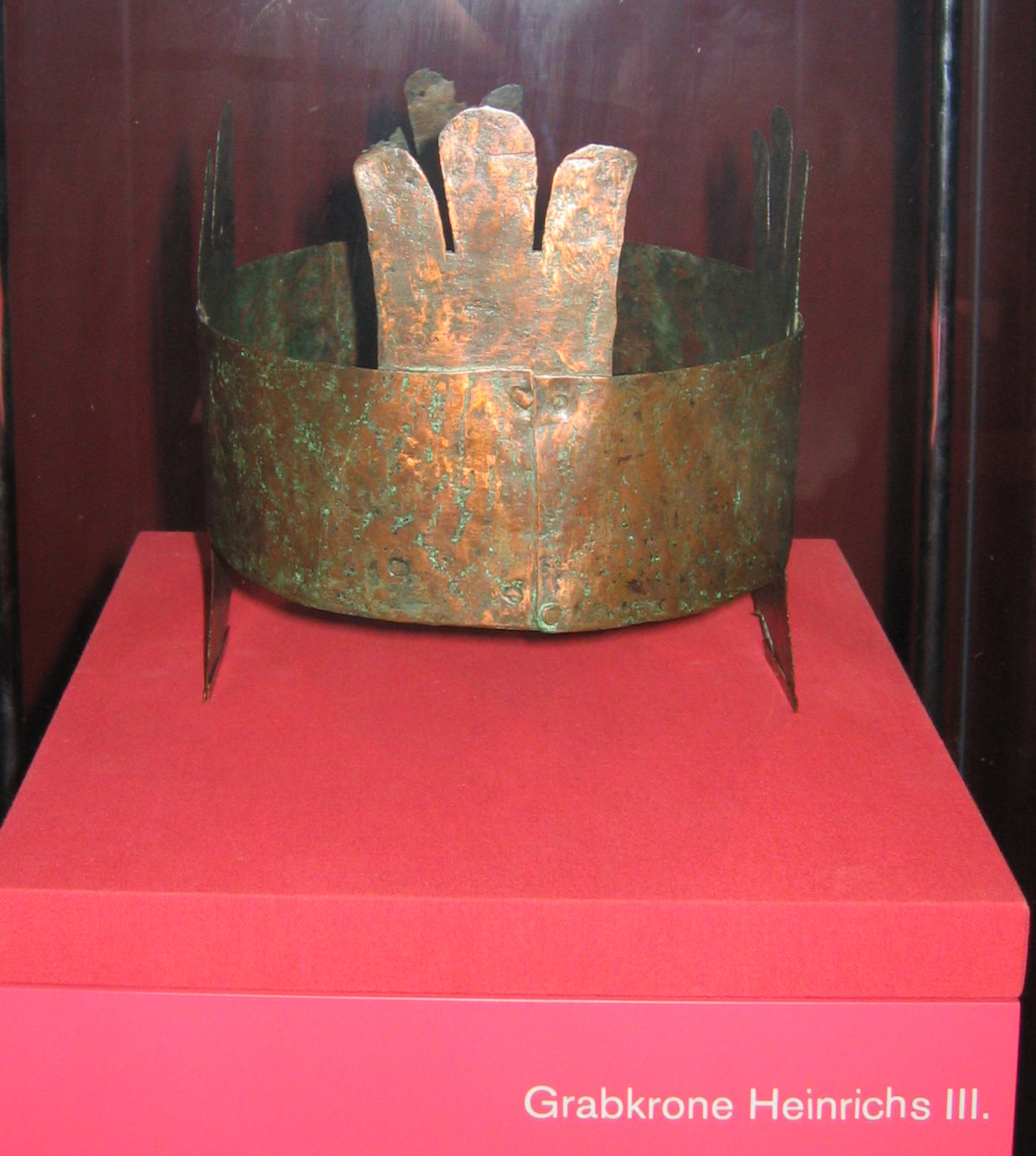
Grabkrone Kaiser Heinrichs III.
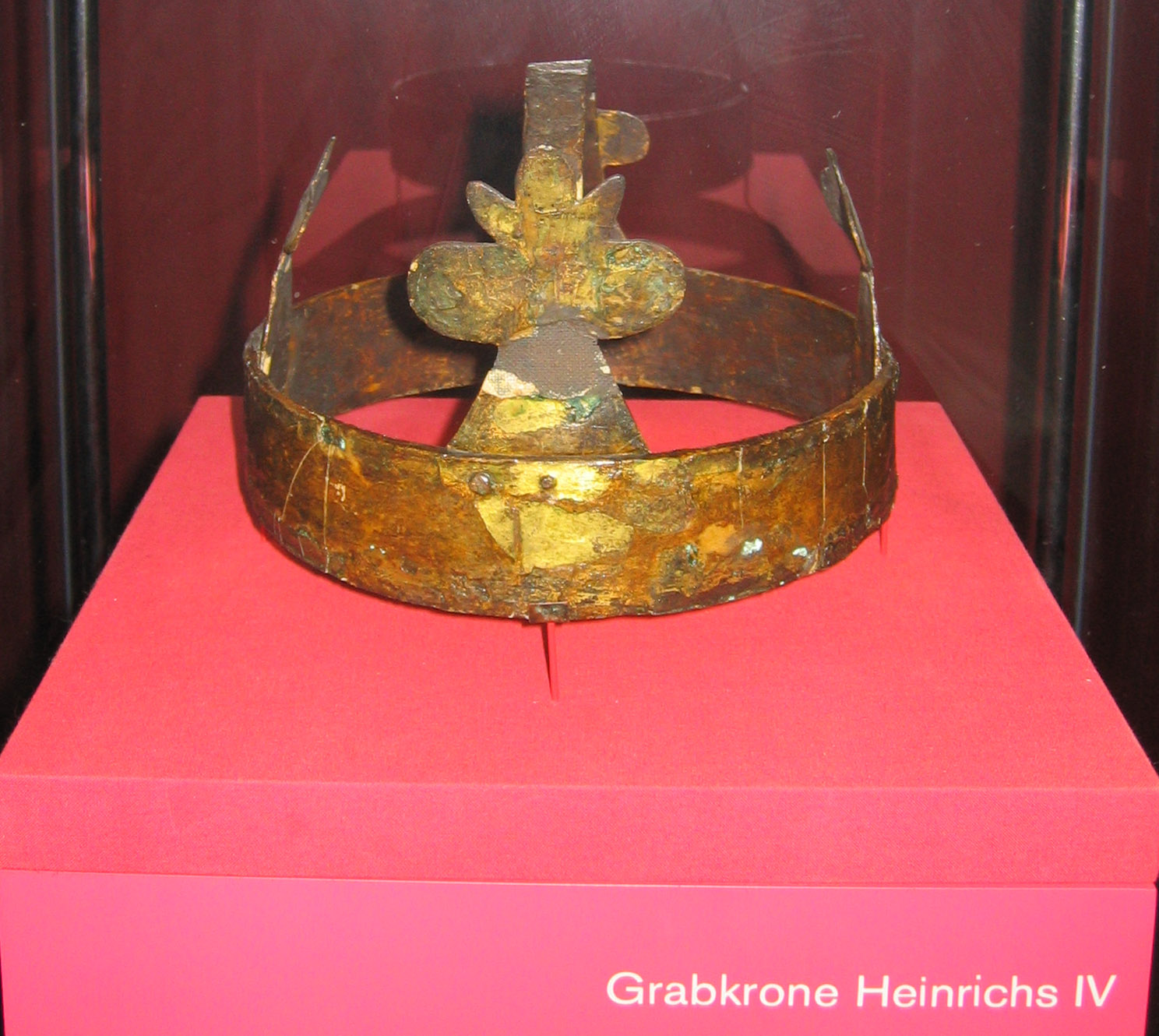
Grabkrone Kaiser Heinrichs IV.
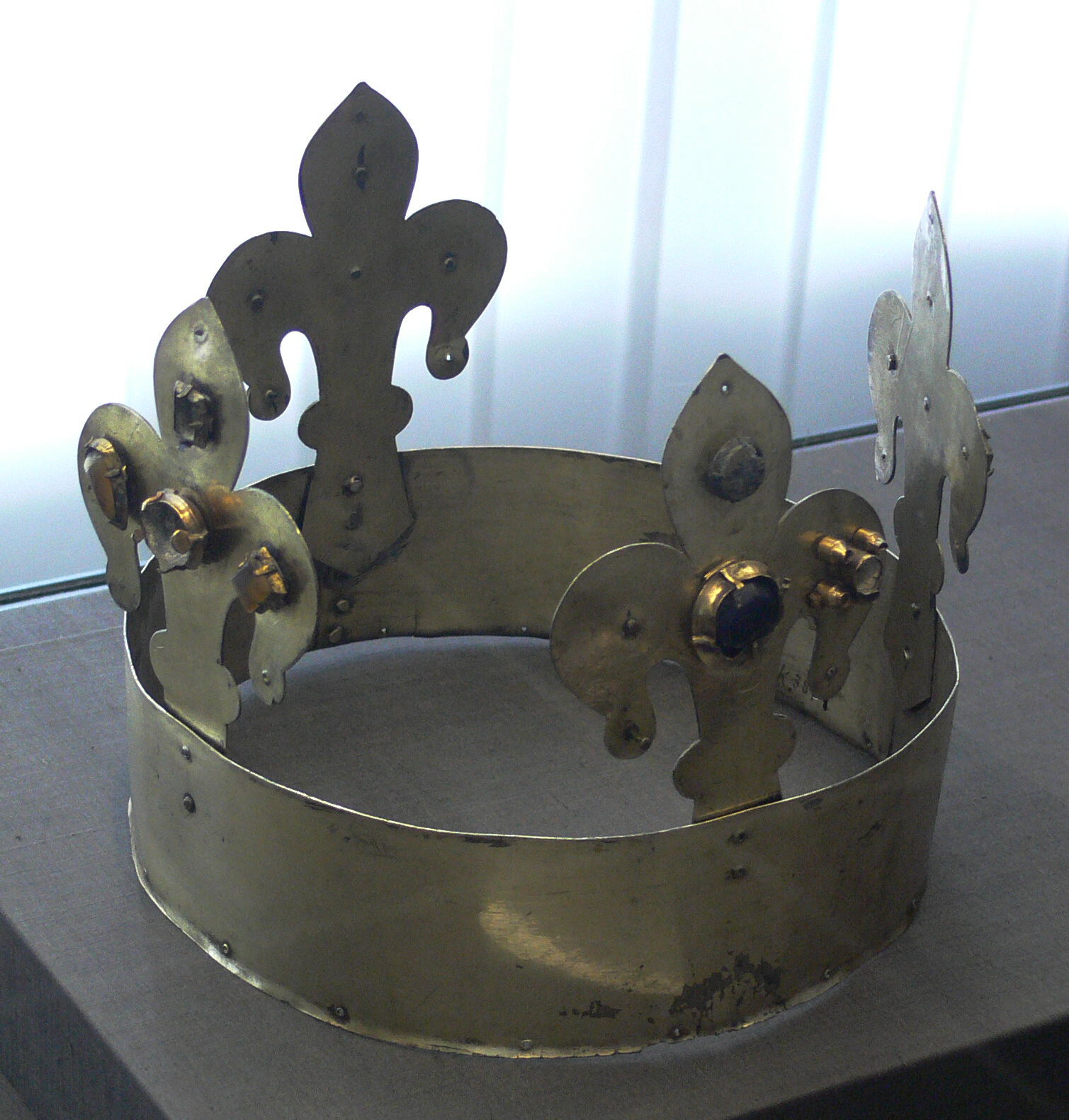
Grabkrone der Königin Anna von Habsburg aus dem Basler Münsterschatz
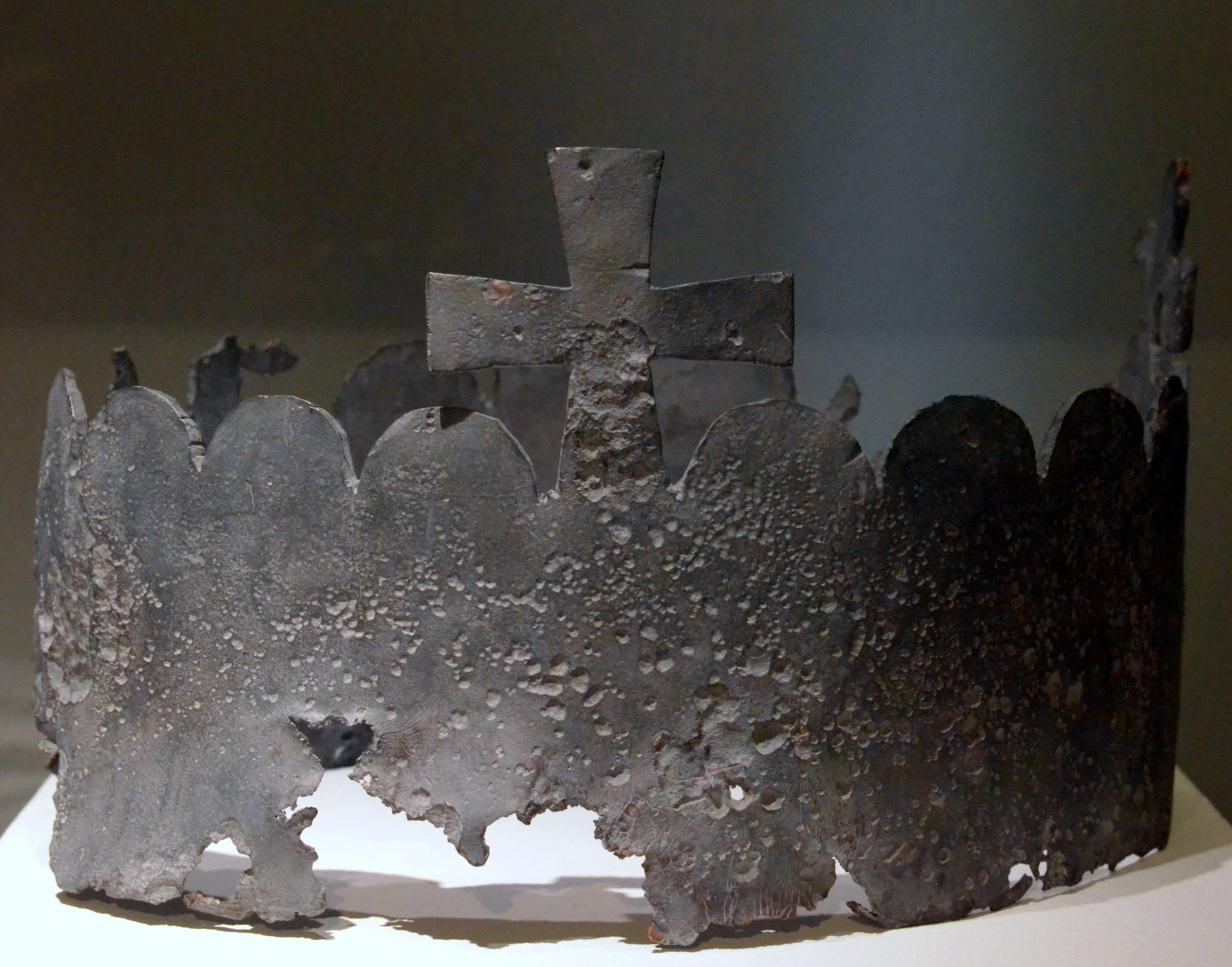
Grabkrone Kaiserin Richenzas von Northeim